# Thriller
Thriller (с англ. — «Триллер») — шестой студийный альбом американского музыканта Майкла Джексона. Выпущен на лейбле Epic Records 29 ноября 1982 года, через три года после выхода предыдущего коммерчески успешного и положительно принятого критиками альбома Джексона Off the Wall. Thriller записан в таких жанрах, как поп, рок, постдиско, ритм-н-блюз и фанк.
Работа над альбомом велась в период с апреля по ноябрь 1982 года на студии Westlake Recording Studios в Лос-Анджелесе. Продюсированием занимались Куинси Джонс и сам Джексон. Всего в альбоме девять треков, четыре из них были написаны самим певцом. Все семь синглов, выпущенных из Thriller, попали в топ-10 чарта Billboard Hot 100. На три из них были сняты музыкальные видеоклипы. Эта пластинка позволила Джексону сломать расовые барьеры в поп-музыке: видео на песни «Thriller», «Billie Jean» и «Beat It» попали в регулярную ротацию на MTV. Альбом был одним из первых, использующих музыкальные видео в качестве успешного инструмента продвижения. Всего за год Thriller стал самым продаваемым альбомом всех времён и остаётся таковым до сих пор.
На церемонии вручения «Грэмми» 1984 года пластинка получила восемь наград: семь из них забрал Джексон, восьмую взял звукорежиссёр Брюс Свиден. В 2003 году Thriller занял 20-е место в списке «500 величайших альбомов всех времён» по версии журнала Rolling Stone. В том же году он стал третьим в списке 200 Definitive Albums of All Time (по версии Национальной ассоциации продавцов звукозаписей). Альбом был включён в Библиотеку Конгресса как «культурно значимая запись», а видеоклип на песню «Thriller» — в Национальный реестр фильмов как «культурно, исторически и эстетически значимый фильм». В 2012 году критики Slant Magazine поставили Thriller на первое место в своём списке «Лучших альбомов 1980-х».
В 2001 году было выпущено переиздание альбома Thriller: Special Edition, среди бонусных материалов релиза была демозапись песни «Someone in the Dark», получившая «Грэмми» в качестве саундтрека к фильму «Инопланетянин». Награда за «Someone in the Dark» стала восьмой, полученной Джексоном на церемонии 1984 года. Таким образом, был установлен рекорд по количеству статуэток «Грэмми», выигранных одним артистом за одну ночь. В 2008 году альбом в очередной раз был переиздан под названием Thriller 25 и содержал ремиксы, созданные в сотрудничестве с современными артистами, а также не выпущенные до того момента песни и DVD. 16 мая 2022 года состоялся анонс юбилейного переиздания Thriller 40, выход которого назначен на 18 ноября. Сборник состоит из двух компакт-дисков, в него войдут песни, которые были записаны для альбома, но так и не были изданы публично.

## Предыстория
Семейная группа The Jackson 5 (позже The Jacksons), в которой Джексон начал свою карьеру, продолжала своё существование, хотя певец уже давно положил начало своей сольной деятельности. В период между релизами Off the Wall (1979) и Thriller (1982), Джексон принял участие в мировом туре The Jacksons Destiny (1979—1980), спродюсировал и записал с ними альбом Triumph, получивший платиновую сертификацию в США и возглавивший чарт Billboard Soul LPs, а затем отправился в одноимённое турне по Северной Америке (1981).
Предыдущий студийный альбом Джексона 1979 года Off the Wall, высоко оценённый влиятельными музыкальными изданиями, был продан в мире тиражом свыше 5 миллионов экземпляров и стал самым продаваемым альбомом чёрного артиста на тот момент. Пластинка оставалась на вершинах чартов в течение девяти месяцев. За неё певец, уже хорошо зарекомендовавший себя как исполнитель и автор песен, получил свою первую с начала карьеры статуэтку «Грэмми», что уже было невиданным успехом. Но 24-летний Джексон хотел превзойти этот успех, несмотря на то, что на рубеже 70-х — 80-х гг. в США произошёл упадок на музыкальном рынке, регистрировались самые низкие продажи синглов и альбомов в истории, критики отмечали застой в звучании.
Для работы над шестым студийным альбомом Джексон вновь собрал команду, работавшую над Off the Wall: продюсера Куинси Джонса, звукорежиссёра Брюса Свидена, автора песен и клавишника Рода Темпертона. По словам Джонса, певец стал писать музыку для нового альбома сразу после выпуска предыдущего. Джексон хотел создать альбом, в котором каждая песня будет «киллером» (сражать наповал), как «Щелкунчик» Чайковского. Это легло в основу концепции Thriller. Жанр диско в то время начал терять популярность и авторы решили отойти от стиля «Off the Wall».

## История создания
Thriller был записан на Westlake Recording Studios в Лос-Анджелесе, Калифорния. Бюджет альбома составлял 750 000 долларов. Работа над Thriller началась 14 апреля 1982 года, когда был записан дуэт Джексона с Полом Маккартни «The Girl Is Mine», и закончена была 8 ноября того же года на стадии сведения. В запись также были вовлечены несколько участников группы Toto. Джексон написал четыре песни, вошедшие в альбом: «Wanna Be Startin' Somethin'», «The Girl Is Mine», «Beat It» и «Billie Jean». Он не записывал музыку на бумагу, а пользовался диктофоном, голосом показывая, как должны звучать партии каждого инструмента. Несмотря на успех Off the Wall, по словам Джонса, их рабочие отношения были очень продуктивными для созидания. «Когда работаешь над записями, нельзя сказать, сколько ты сможешь продать, — говорит он. — Это невозможно контролировать. Просто делаешь свою работу, надеясь достигнуть чего-то большего». Джонс и Джексон провели вместе четыре месяца, рассмотрев более 700 демо.
Во время записи альбома отношения между Джексоном и Джонсом стали напряжёнными. Когда певец принёс Джонсу демозапись песни «Billie Jean» для рассмотрения её в качестве кандидата на включение в альбом, продюсер не был впечатлён длительным вступлением и звучанием баса и заключил, что песня не подходит для пластинки. После долгих споров, в ходе которых певец чуть было не отменил выпуск альбома, было решено, что песня попадёт на Thriller, однако длительность первоначальной версии композиции составляла 11 минут, её пришлось сократить почти вдвое.
Джонс хотел, чтобы на пластинку попала композиция в жанре рок-музыки, что-то похожее на песню «My Sharona» группы The Knack. Так он подал Джексону идею для написания «Beat It» — именно эту композицию Джонс считал ключевым треком пластинки. Продюсер и певец потратили много времени на поиски подходящего соло-гитариста для песни. Им стал Эдди Ван Хален из рок-группы Van Halen.
Когда была написана титульная песня альбома, Род Темпертон вначале хотел назвать её «Starlight» (с англ. — «Звёздный свет») или «Midnight Man» (с англ. — «Полуночник»), но ни Джексона, ни Джонса эти названия не устроили. Тогда Темпертон придумал ещё около трёхсот вариантов, в результате, создатели альбома остановились на названии «Thriller», чувствуя, что оно может привлечь слушателей. К записи трека был привлечён актёр Винсент Прайс: он прочитал стихотворный текст, написанный Родом Темпертоном в такси по пути в звукозаписывающую студию.
По завершении работы над девятью песнями, избранными в окончательный треклист, и Джексон, и Джонc остались недовольны результатами и заново переработали все треки за две недели, сводя по одной песне в день.
Thriller стал одним из последних альбомов доцифровой эры. Для записи пластинки применялась самая современная на тот момент 24-дорожечная аналоговая техника, но использовалась она нестандартно: когда количество записанных дорожек не помещалось на плёнку, синхронизировали от 4-х до 5-ти 24-дорожечных аппаратов, таким образом, для записи одной песни могло быть использовано больше сотни дорожек. Такая технология получила от её создателей название «Acusonic Recording Process». В 1982 году новые цифровые способы записи уже применялись на студиях, и альбом Джексона был записан на границе между цифровыми и аналоговыми технологиями.

## Композиция альбома
По словам Стива Хью из AllMusic, Thriller обладает всеми сильными сторонами предыдущего альбома Джексона Off the Wall, но танцевальные треки и песни в стиле рок стали более агрессивны, в то время как мелодии поп-музыки зазвучали мягче и душевнее.
Альбом включает в себя три баллады: «The Girl Is Mine», «The Lady in My Life» и «Human Nature». «The Girl Is Mine» повествует о двух друзьях, которые борются за внимание девушки, при этом споря, кто любит её больше. Эта песня заканчивается диалогом между Джексоном и Маккартни. Одна из нескольких композиций, ставших плодами их сотрудничества. Она считается одной из самых простых поп-песен в альбоме. «Human Nature» — печальная софт-рок/ритм-н-блюз-баллада. Несмотря на то, что эта песня была написана участником группы Toto Стивом Поркаро и Джоном Беттисом, она считается одной из самых личных песен Джексона.
Несмотря на легкое звучание поп-мелодий в этих двух записях, в Thriller чётче, чем в Off the Wall, отражаются противоречивые тематические элементы, которые характерны для более позднего творчества Джексона. В этом альбоме раскрывается тема паранойи и тёмных фантазий. Это проявляется в «Billie Jean», «Wanna Be Startin’ Somethin’» и «Thriller».
В песне «Billie Jean», выдержанной в жанре фанка, Джексон поёт о девушке, которая утверждает, что он является отцом её ребёнка. Джонсом был приглашен джазовый саксофонист Том Скотт для исполнения мелодии на духовом синтезаторе Lyricon, а также басист Льюис Джонсон.
Фанковая «Wanna Be Startin’ Somethin’» была написана за несколько лет до 1982 года и по звучанию очень похожа на песни альбома Off the Wall. Её начало и середина сопровождаются партиями бас-гитары и ударных инструментов. Кульминация — нарастающее пение в африканском стиле (часто ошибочно считается, что на суахили, но на самом деле слова поются на основе языка дуала). Текст песни порицает сплетни и СМИ.
В знаменитом сингле «Thriller» можно услышать такие звуковые эффекты, как звук скрипящей двери, гром, шаги по деревянному настилу пола, шум ветра, лай собак. Таким образом, даже без визуального сопровождения песня напоминает фильм ужасов. «Thriller» — композиция умеренного темпа, представляет собой смесь диско и фанка.
В начале 80-х слияние ритм-н-блюза и рока считалось необычным, и «Beat It» сочетает в себе элементы именно этих двух жанров. Направленная против бандитизма и насилия, она явилась первой успешной рок-песней Джексона. Позднее певец рассказал о ней в интервью: «Я хотел написать песню, которую сам купил бы, если бы интересовался рок-музыкой. Так я приблизился к этому стилю, я хотел, чтобы этой песней наслаждалась вся молодёжь: от школы до колледжа».
«Baby Be Mine», написанная Родом Темпертоном, представляет собой танцевальную поп/ритм-н-блюз композицию, наполненную перемежающейся игрой клавишных и духовых инструментов.
«P.Y.T.» — одна из самых быстрых песен в альбоме, жанр которой определяется критиками как джазовый ритм-н-блюз. Оригинальная демоверсия была создана самим Джексоном, но позднее полностью переработана Джеймсом Инграмом и Куинси Джонсом.

## Выпуск альбома и критика
| Критика современников | Критика современников |
| Оценки критиков       | Оценки критиков       |
| Источник              | Оценка                |
| --------------------- | --------------------- |
| Billboard             | без оценки            |
| Robert Christgau      | (A)                   |
| The New York Times    | без оценки            |
| Rolling Stone         | [ 50 ]                |
| Time Magazine         | без оценки            |
| Melody Maker          | без оценки            |
| Smash Hits            | [ 62 ]                |
| Stereo Review         | без оценки            |

К концу 1970-х годов способности Джексона как певца получили высокую оценку. В Rolling Stone сравнили его вокал с «захватывающим дух мечтательно-заикающимся» вокалом Стиви Уандера. В их анализе был отмечен «необычайно красивый тенор Джексона, который плавно переходит в поразительный фальцет и очень смело используется певцом».
В годы выпуска Thriller артист стал петь ниже, и его голос мог спуститься вниз до ноты До большой октавы, но певец предпочитал завышать его по той причине, что поп-теноры должны расширять диапазон для создания собственного стиля. В Rolling Stone считали, что именно теперь Джексон запел, полностью используя свой взрослый голос «с легким оттенком грусти». Певец уже пользовался в это время приёмом «вокальной икоты», которую можно услышать и в «Thriller». Целью при этом своеобразном заглатывании воздуха является передача самых разнообразных эмоций: радостного, нетерпеливого ожидания, печали, гнева.
После глобального успеха Off the Wall, представители международных офисов CBS говорили о необходимости проведения кампании по одновременному релизу Thriller во всем мире, а не последовательному выпуску, как это происходило обычно. Убедившись в том, что CBS может получить необходимые материалы для своих заводов, они приступили к выпуску альбома во всём мире одновременно. «После Thriller это стало обычной практикой», — вспоминает Дэн Бек, вице-президент по маркетингу CBS/Epic. Альбом был выпущен 30 ноября 1982 года и на пике популярности продавался по миллиону экземпляров в неделю во всём мире. Всего в альбом вошло 9 песен, из которых 7 были выпущены синглами. Первый из них («The Girl Is Mine», в дуэте с Полом Маккартни) вышел за месяц до выпуска альбома. Выбор такой песни вызвал недоумение у слушателей и некоторых музыкальных обозревателей: они полагали, что «The Girl Is Mine» — слишком слабый сингл, а значит альбом будет провальным. Однако после выхода второго сингла «Billie Jean» Thriller поднялся на вершины хит-парадов. Успех продолжился и с выпуском песни «Beat It», записанной с участием гитаристов Эдди Ван Халена и Стива Люкатера. «Thriller», титульная песня альбома, также была выпущена синглом и стала хитом.
На успех альбома повлияло и выступление Джексона на концерте в честь 25-й годовщины Motown Records 25 марта 1983 года. Во время исполнения песни «Billie Jean», певец впервые продемонстрировал свою знаменитую лунную походку. Кристофер Смит из Los Angeles Times писал о впечатлениях зрителей на концерте: «Это было нечто уникальное. Это был даже не рёв, больше похоже на визг по всему залу, как будто все испугались одновременно. В двух рядах от меня две женщины яростно обнимались, буквально вцепившись друг в друга, и при этом не отрывали взгляда от сцены, будто пытаясь подсознательно удержаться за этот момент. Затем, как ни странно, толпа на 15 секунд стихла. Первая лунная походка вызвала новый шквал воплей. Неудивительно, что после концерта в вестибюле были люди, пытавшиеся повторить её и понять суть её исполнения».
Альбом был хорошо принят большинством критиков. Они отметили, что песни Thriller записаны в жанрах поп, рок-музыки, пост-диско, ритм-энд-блюза, соула и фанка. Некоторые из рецензентов обратили внимание на то, что в композициях альбома нашли отражения различные элементы таких музыкальных стилей, как софт-рок и хард-рок. Кристофер Коннелли в январе 1983 года в журнале Rolling Stone описал его как «пикантную пластинку с терзающим, тёмным посланием слушателям». Джон Рокуэлл в декабре 1982 года в The New York Times прокомментировал возраст Джексона, сравнивая его юность с его опытом в индустрии развлечений. Основная часть обзора Рокуэлла сосредоточена на том, что по его ощущениям этот альбом помогает разрушить «барьеры, постоянно возникающие между музыкой белых и чёрных», тем более, что «обычно белые издания и радиостанции избегают музыки афроамериканцев, но похоже, что в этом случае они готовы притвориться, что этот исполнитель не чёрный». «Thriller — замечательный альбом, это заявление одного из великих исполнителей сегодняшней популярной музыки». Роберт Кристгау дал альбому оценку «A–» и прокомментировал: «Это работа, заполненная хитами на таком высоком уровне, что её уже можно считать классической». Позже он изменил свою оценку на «A», пояснив: «Мы не могли знать, каким блестящим будет каждый хит». Через год после выхода альбома в журнале Time написали о трёх его самых успешных синглах: «Пульс Америки и большей части остального мира нерегулярен, он бьётся то в жёстком ритме „Billie Jean“, то под асфальтовую арию „Beat It“, то в такт наводящей ужас „Thriller“».
Thriller получил восемь наград «Грэмми» в 1984 году, семь из них забрал Джексон, восьмую статуэтку взял звукорежиссёр Брюс Свиден. В том же году певец получил восемь American Music Awards, Special Award of Merit и три MTV Video Music Awards. Thriller находился в Billboard Top LPs & Tape более двух лет (122 недели), при этом находясь на вершине в течение почти девяти месяцев (37 недель). Все семь синглов, выпущенных из альбома, в разное время попали в первую десятку хит-парада синглов Billboard Hot 100. 7 февраля 1984 года Thriller был объявлен Книгой рекордов Гиннесса «наиболее продаваемым альбомом за всю историю».

## Влияние и наследие

### Музыкальная индустрия
В журнале Blender Джексон был описан как «выдающаяся икона конца XX века», в то время как Джон Парелес из The New York Times назвал его «музыкальным феноменом» и написал, что «в мировой популярной музыке есть Майкл Джексон и есть все остальные». Джексон изменил путь развития музыкальной индустрии. Смешивая жанры в песнях из альбома, певец помог своим коллегам вступить в эпоху кроссовер. В Rolling Stone об одной из композиций пластинки писали: «„Beat It“ тонко показала то, что Джексон педантично будет продолжать повторять и почти 10 лет спустя в песне „Black or White“: „Неважно, чёрный ты или белый“. Не каждый прислушался к этому посылу, однако те, кому это удалось, обнаружили готовую формулу, по которой можно смешать поп, рок и ритм-н-блюз». Адвокат Джексона Джон Бранка отметил, что исполнитель получал самые высокие роялти: около 2-х долларов за каждый проданный экземпляр альбома. В результате, он получал рекордные доходы за продажи компакт-дисков и документального фильма The Making of Michael Jackson’s Thriller, спродюсированного Джексоном и Джоном Лэндисом. Фильм, финансируемый MTV, был издан на LD и VHS и продан в количестве 350 000 экземпляров за первые несколько месяцев. Благодаря выпущенным синглам, Thriller поднял значение популярной музыки на американском рынке, несколько песен с него изменили восприятие о количестве успешных синглов, выпущенных из одного альбома. Thriller сохраняет позиции в американской культуре; биограф Дж. Рэнди Тараборелли отмечает: «В какой-то момент Thriller перестали покупать в качестве предмета развлечения (как например журнал, игрушка, билет на известный фильм) и стали покупать как вещь, без которой не обойтись в каждом доме».
На момент выхода альбома Гил Фризен, президент A&M Records, сделал заявление для прессы: «Вся индустрия имеет долю от этого успеха». Джей Кокс в своей статье журналу Time предположил, что «выход альбома Thriller подарил музыкальному бизнесу его лучшие годы с тех бурных дней 1978, когда он по различным оценкам имел общий внутренний доход 4,1 миллиарда долларов». Влияние альбома Кокс назвал «восстановлением доверия» к индустрии, граничащей с «руинами панка и шикарными областями синтезаторной поп-музыки». Джексон был описан обозревателем Time так: «Звезда звукозаписи, радио, видеоклипов. Спасательная команда для музыкального бизнеса, состоящая из одного человека. Композитор, задающий ритм десятилетия. Танцор, исполняющий самые необычные движения. Певец, перешагнувший все границы вкуса, стиля и цвета».
Когда Thriller и «Billie Jean» стали искать свою нишу для увеличения продаж, MTV и кабельное телевидение имели меньшую долю на рынке, чем большинство вещавших на всю Америку телеканалов. Основные телеканалы ABC, NBC и CBS также были компаниями, с которыми CBS/Epic Records хотела сотрудничать для продвижения альбома. Национальная телевизионная премьера первого музыкального видео на песню «Billie Jean» состоялась в неделю Хэллоуина в октябре 1984. Идея премьеры принадлежала исполнительным продюсерам Video Concert Hall Чарльзу Хендерсону и Джерри Кроу. Video Concert Hall — первый американский национальный телеканал, ставивший в ротацию музыкальные видео. Премьера видео на «Thriller» была организована с помощью участника записи песни Винсента Прайса. В общей сложности, первыми смогли увидеть этот видеоклип зрители более чем 150 телеканалов. В начале 1980-х годов видеоклипы Джексона, благодаря большому успеху, спасли от экономического краха новый телеканал BET, ориентированный на афроамериканских зрителей.

### Музыкальные видео и расовое равенство

Кадр из музыкального видео Michael Jackson’s Thriller

До успеха Thriller многие чувствовали, что Джексону пришлось очень долго бороться за то, чтобы попасть в эфир MTV, так как видеоклипы афроамериканцев не принимались в ротацию. «Я помню, как отправился на MTV с черновым вариантом клипа „Billie Jean“, и они отклонили видео», — вспоминает Рон Вайзнер, бывший на тот момент менеджером Джексона. В рамках борьбы за то, чтобы артисту выделили эфирное время, президент CBS Records Уолтер Етникофф оказал давление на MTV, сделав следующее заявление: «Я больше не дам вам ни одного музыкального видео и собираюсь публично рассказать о том, что вы не хотите ставить музыку чёрного парня».
Его позиция убедила руководство MTV начать ротацию «Billie Jean», а затем и «Beat It», это привело к долгосрочному сотрудничеству и позже помогло другим чернокожим артистам добиться признания. Владельцы телеканала отрицают обвинения в расизме. Популярность «Beat It» и «Billie Jean» помогли юному каналу найти своё «место на карте», и внимание MTV переключилось на поп-музыку и ритм-н-блюз. В The Guardian писали о «Billie Jean»: «В то время как большинство видеоклипов были примитивными и бессмысленными, Джексону удалось создать интеллектуальный, оригинальный, визуально богатый и мистический ролик». Певец трансформировал музыкальные видео в форму искусства и инструмент продвижения, используя сложные сюжетные линии, танцы, спецэффекты и эпизодические роли, исполненные известными личностями. Когда 14-минутное музыкальное видео Michael Jackson’s Thriller попало в эфир, MTV ставил его дважды в час, чтобы удовлетворить спрос телезрителей. Этот короткометражный фильм стал отправной точкой для роста масштабов музыкальных клипов, его называют лучшим видеоклипом из когда-либо выпущенных. Популярность этого видео вернула Thriller на вершину альбомного чарта. Видеоролики на песни «Beat It» и «Thriller» имели успех и благодаря массовой хореографии, впоследствии ставшей «визитной карточкой» певца. Автор, музыкальный критик и журналист Нельсон Джордж написал в 2004 году: «Это сложно: слушать песни с Thriller и не связывать их с музыкальными видео. Для большинства из нас изображение дополняет песни. На самом деле можно утверждать, что Майкл — первый артист эпохи MTV, который смог так тесно связать в общественном воображении содержание альбома с образами, дополняющими его». Видеоклип на «Thriller» оказал настолько большое влияние на музыкальную индустрию, что отголоски этого явления можно наблюдать и в творчестве других исполнителей: от «Make Some Noise» Beastie Boys, до «Rush Rush» Полы Абдул и «Telephone» Леди Гага. Одним из самых ярких примеров влияния Джексона на артиста является Канье Уэст и его 30-минутный видеоклип под названием «Runaway». Хореография «Thriller» стала частью глобальной поп-культуры, воспроизводясь всеми, от актёров Болливуда до заключённых на Филиппинах.
Для Джексона, как чернокожего артиста, успех, которого он добился в 1980-х, стал беспрецедентным. Ричард Харрингтон из The Washington Post писал, что Thriller проложил путь другим афроамериканским исполнителям, таким как Принс и Уитни Хьюстон. «Beat It» стала первой композицией чернокожего музыканта, попавшей в регулярную ротацию американских рок-радиостанций. В журнале Time было отмечено: «Джексон — самая большая звезда со времён The Beatles. Он — самый горячий сольный феномен со времён Элвиса Пресли. Он — просто самый популярный чёрный певец из когда-либо появившихся».

### Современное восприятие
| Ретроспективная критика       | Ретроспективная критика |
| Оценки критиков               | Оценки критиков         |
| Источник                      | Оценка                  |
| ----------------------------- | ----------------------- |
| 1001 Albums You Must Hear…    | без оценки              |
| AllMusic                      | [ 49 ]                  |
| Encyclopedia of Popular Music | без оценки              |
| Entertainment Weekly          | без оценки (A)          |
| The Great Rock Discography    | [ 99 ]                  |
| The Rolling Stone Album Guide | [ 100 ]                 |
| Slant Magazine                | .                       |
| Stylus Magazine               | без оценки              |
| Sputnikmusic                  | [ 102 ]                 |

В настоящее время альбом снова получил одобрение критиков. Стивен Томас Эрлевайн из AllMusic дал ему максимальную оценку в пять звёзд и написал, что эта запись может заинтересовать любого слушателя. По его мнению, Thriller демонстрирует более тяжёлый фанк и хард-рок, чем Off the Wall. Критик отзывается о песнях альбома так: «Две лучшие песни: „Billie Jean“, …и безумная „Wanna Be Startin’ Somethin’“ — [не только] самый свежий фанк в альбоме, [но] и самый страшный трек, когда-либо записанный Джексоном». Эрлевайн высказал мнение, что Thriller усовершенствовал то, что было выпущено в предыдущих альбомах артиста, хотя рецензенты AllMusic критично отозвались о титульном треке альбома, называя его «смешным». Эрик Хендерсон из Slant Magazine дал альбому пять звёзд. Как и критики AllMusic и Rolling Stone, он хвалил текст песни «Wanna Be Startin’ Somethin’». Отдавая оценку в пять звёзд в The New Rolling Stone Album Guide (2004), журналист Rolling Stone Джон Парелес прокомментировал, что Джексон «удвоил амбиции и умножил свою аудиторию» с помощью альбома, ставшего его наследием.
Музыкальный критик Нельсон Джордж писал, что Джексон «стал наставником для R. Kelly, Ашера, Джастина Тимберлейка и бесчисленного множества других артистов, создав для них учебное пособие — Thriller». В доказательство долголетия альбома, в 2003 году Thriller вошёл в список 500 величайших альбомов всех времён от Rolling Stone, заняв в нём 20-е место, и был внесён в список 200 Definitive Albums of All Time по версии Национальной Ассоциации Продаж Записей (NARM) под номером 3. В 2008 году, спустя 25 лет после выпуска, альбом был внесён в Зал Славы «Грэмми», и всего через несколько недель был в числе 25-ти записей, сохранённых в Библиотеке Конгресса в Национальном Реестре Записей, как «имеющий культурную ценность». В 2009 году музыкальные критики MTV Base и VH1 назвали Thriller лучшим альбомом с 1981 года. В апреле того же года он был объявлен MTV Величайшим альбомом в истории. Наряду с другими выбранными критиками записями, он был включён в опросы слушателей. 40 000 человек выбрали Thriller «Лучшим альбомом всех времён» по мнению MTV, это треть всех голосов в опросе.

## Переиздания и продажи

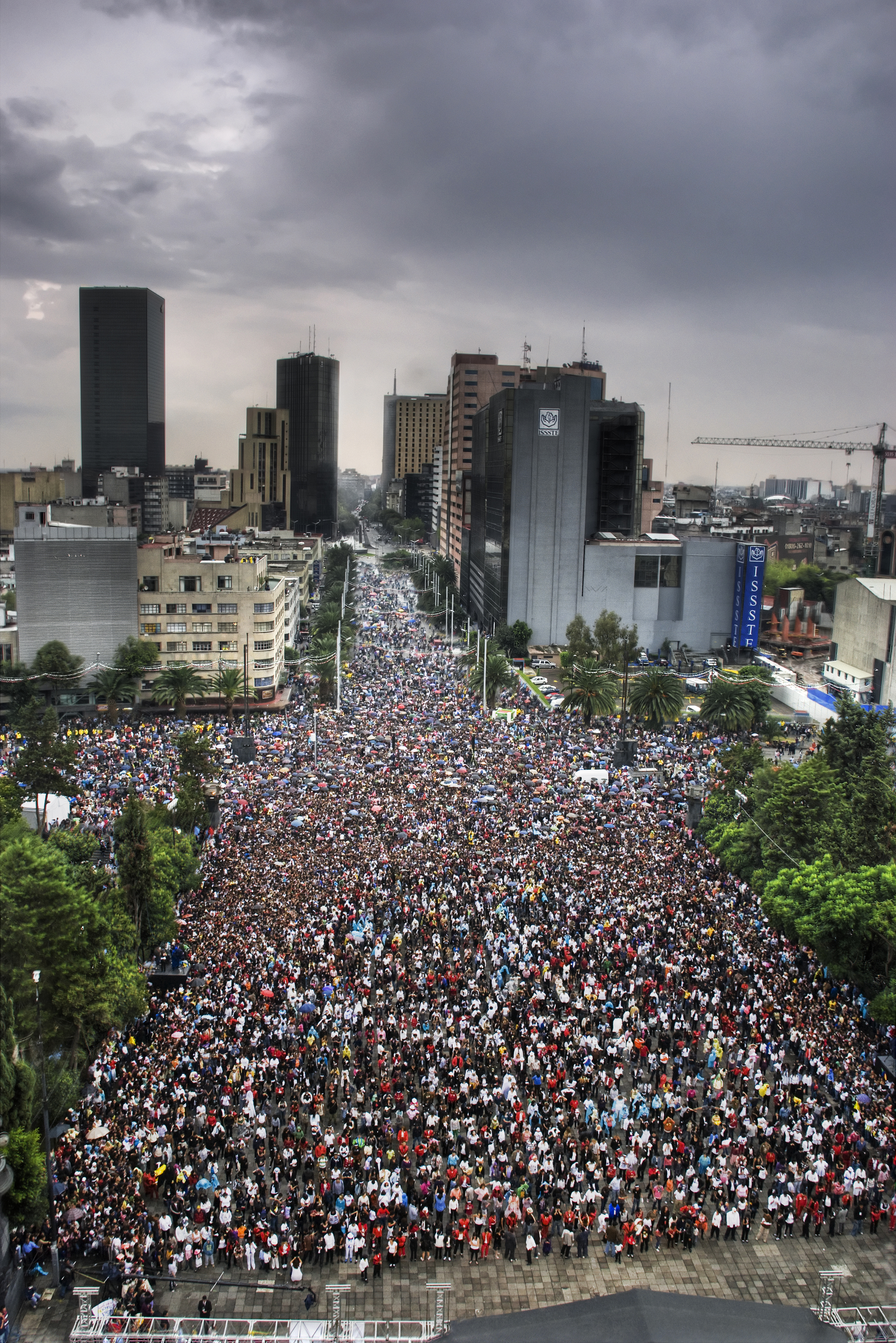
Мехико в 2009 установил новый мировой рекорд Гиннесса по наибольшему количеству людей, одновременно танцующих «Триллер» Майкла Джексона – 13 тысяч человек

Thriller был переиздан 16 октября 2001 года под названием Thriller: Special Edition. Был произведён ремастеринг оригинальных треков. Альбом включал новый буклет и бонусные материалы: песни «Someone in the Dark», «Carousel», оригинальную демозапись песни «Billie Jean», а также аудио-интервью с Куинси Джонсом и Родом Темпертоном, в которых они рассказывали о процессе записи. Sony наняли для работы с Джексоном звукорежиссёра и микшера Мика Гузауски (Mick Guzauski). Планировалось создать многоканальные (5,1) ремиксы песен с Thriller и других альбомов артиста с объёмным звуком для выпуска их в новом тогда формате Super Audio CD. Многочисленные попытки заставить Джексона выпустить подобные записи не увенчались успехом: он никогда не одобрял ремиксы. В результате, Thriller был переиздан на SACD только в стерео-версии.
В феврале 2008 года Epic Records выпустил Thriller 25; Джексон выступил в качестве исполнительного продюсера. Альбом появился на виниловых пластинках без дополнительных материалов и на CD и USB с семью бонусными треками: новой песней под названием «For All Time», полной записью голоса Винсента Прайса и пятью ремиксами в сотрудничестве с американскими артистами Fergie, Will.i.am, Канье Уэстом и Эйконом. Несмотря на то, что в новых версиях композиций присутствуют вокальные партии Джексона, активного участия в их создании исполнитель не принимал. Издание также включало в себя DVD с тремя видеоклипами и выступлением с песней «Billie Jean» на концерте Motown 25 и буклет с сообщением от Джексона. Запись баллады «For All Time» предположительно датируется 1982-м годом, но певец возвращался к ней и во время работы над альбомом Dangerous. С переиздания было выпущено два сингла: «The Girl Is Mine 2008» и «Wanna Be Startin’ Somethin’ 2008».
Thriller 25 был коммерчески успешен, особенно по сравнению с другими переизданиями альбомов. Он поднялся на первые строчки чартов восьми стран и международного European Top 100 Albums. Поднялся на третью позицию в чарте Великобритании и попал в топ 10 более чем 30-ти национальных чартов. В США Thriller 25 стал вторым «самым продаваемым альбомом» в неделю его релиза с продажами 166 тысяч экземпляров, ему не хватило всего 14-ти тысяч до первой строчки. Альбом не попал в Billboard 200 (по причине того, что переиздания в него не включаются), но стал номером 1 в Pop Catalog Charts, где оставался в течение десяти недель (не подряд) с лучшими продажами в этом чарте с декабря 1996 года. С приходом Хэллоуина в ноябре 2008, Thriller 25 оставался на первой позиции американского чарта одиннадцать недель (не подряд). В США альбом был продан в количестве 688 000 экземпляров, это сделало его самым продаваемым переизданием 2008.
После смерти Джексона в 2009 году, были выпущены дополнительные тиражи альбома Thriller. Он разместился на второй строчке чарта Top Pop Catalog Albums, было продано более 100 000 экземпляров. Благодаря песням из этого альбома, Джексон стал первым артистом, объём продаж цифровых копий записей которого за неделю превысил миллион. По данным Nielsen Soundscan, Thriller стал 14-м в списке самых продаваемых альбомов 2009 года в США с 1,27 миллионами проданных экземпляров.
Пластинка занимает второе место в списке самых продаваемых альбомов в США, в августе 2021 года альбом получил 34-ю платиновую сертификацию от RIAA. Thriller — первая пластинка в истории ассоциации, получившая более 30 платиновых сертификатов. Спрос на альбом среди американцев стабильно составляет 3000 экземпляров в неделю. Объём продаж во всём мире варьируется, по данным разных источников, от 65 до 110 миллионов экземпляров.
В мае 2022 наследники Майкла Джексона объявили о переиздании Thriller в честь юбилея: 30 ноября исполняется 40 лет со дня выпуска альбома.

## Список композиций
| №  | Название                               | Автор(ы)      | Продюсер(ы)                       | Длительность |
| -- | -------------------------------------- | ------------- | --------------------------------- | ------------ |
| 1. | «Wanna Be Startin' Somethin'»          | Майкл Джексон | Куинси Джонс, Майкл Джексон (со.) | 6:03         |
| 2. | «Baby Be Mine»                         | Род Темпертон | Джонс                             | 4:20         |
| 3. | «The Girl Is Mine» (c Полом Маккартни) | Джексон       | Джонс, Джексон (со.)              | 3:42         |
| 4. | «Thriller»                             | Темпертон     | Джонс                             | 5:57         |

| №                   | Название                      | Автор(ы)                    | Продюсер(ы)          | Длительность |
| ------------------- | ----------------------------- | --------------------------- | -------------------- | ------------ |
| 5.                  | «Beat It»                     | Джексон                     | Джонс, Джексон (со.) | 4:18         |
| 6.                  | «Billie Jean»                 | Джексон                     | Джонс, Джексон (со.) | 4:54         |
| 7.                  | «Human Nature»                | Стив Поркаро, Джон Беттис   | Джонс                | 4:06         |
| 8.                  | «P.Y.T. (Pretty Young Thing)» | Джеймс Инграм, Куинси Джонс | Джонс                | 3:59         |
| 9.                  | «The Lady in My Life»         | Темпертон                   | Джонс                | 5:00         |
| Общая длительность: | Общая длительность:           | Общая длительность:         | Общая длительность:  | 42:19        |

## Участники записи
| - Брайан Бэнкс — клавишные, синтезаторы, программирование - Майкл Боддикер — клавишные, синтезаторы - Ньдугу Чанклер — ударная установка - Паулинью да Кошта — ударные - Дэвид Фостер — клавишные, синтезаторы - Гэри Грант — труба, флюгельгорн - Эдди Ван Хален — гитарное соло («Beat It») - Джерри Хэй — труба, флюгельгорн - Майкл Джексон — сопродюсер, вокал, бэк-вокал, ударные, аранжировка вокала, ритма, ударных, струнных, духовых инструментов, stomp box - Пол Джексон — гитара - Льюис Джонсон — бас-гитара - Куинси Джонс — продюсер, аранжировка ритма - Стив Люкатер — гитара, бас-гитара - Энтони Маринелли — программирование синтезаторов - Пол Маккартни — вокал («The Girl Is Mine») - Дэвид Пейч — клавишные, синтезаторы, программирование | - Дин Паркс — гитара - Грег Филингейнс — клавишные, синтезаторы, программирование - Джефф Поркаро — ударные, аранжировка духовых и струнных инструментов - Стив Поркаро — клавишные, синтезаторы, программирование - Винсент Прайс — закадровый голос («Thriller») - Билл Рейченбах — тромбон - Брюс Свиден — звукорежиссёр, микшер - Крис Шепард — vibraslap («Beat It») - Род Темпертон — клавишные, синтезаторы - Дэвид Уильямс — гитара - Ларри Уильямс — саксофон, флейта - Билл Уолфер — клавишные, синтезаторы - Ла Тойя Джексон — бэк-вокал («P.Y.T.») - Джанет Джексон — бэк-вокал («P.Y.T.») - Грег Смит — синтезаторы |

## Чарты и сертификации
| Чарт (1983)    | Высшая позиция |
| -------------- | -------------- |
| Австралия      | 1              |
| Австрия        | 3              |
| Великобритания | 1              |
| Греция         | 34             |
| Италия         | 1              |
| Испания        | 1              |
| Канада         | 1              |
| Нидерланды     | 1              |
| Новая Зеландия | 1              |
| Норвегия       | 6              |
| США            | 1              |
| Франция        | 1              |
| ФРГ            | 1              |
| Швеция         | 1              |
| Япония         | 6              |
| Чарт (1984)    | Высшая позиция |
| Австралия      | 2              |
| Австрия        | 3              |
| Канада         | 4              |
| США            | 1              |
| Швейцария      | 1              |
| Япония         | 1              |
| Чарт (2009)    | Высшая позиция |
| Германия       | 40             |
| Италия         | 1              |
| Чарт (2010)    | Высшая позиция |
| США            | 137            |

| Чарт (1980-89) | Высшая позиция |
| -------------- | -------------- |
| Австралия      | 3              |
| Австрия        | 1              |
| Япония         | 2              |

| Страна                 | Сертификация     |
| ---------------------- | ---------------- |
| Япония (RIAJ)          | 16× Золотой      |
| Венгрия (Mahasz)       | Платиновый       |
| Гонконг (IFPIHK)       | Платиновый       |
| Италия (FIMI)          | Платиновый       |
| Португалия (AFP)       | Платиновый       |
| Финляндия (IFPI)       | Платиновый       |
| Германия (BVMI)        | 3× Платиновый    |
| Швеция (GLF)           | 4× Платиновый    |
| Дания (IFPI)           | 6× Платиновый    |
| Швейцария (IFPI)       | 6× Платиновый    |
| Австрия (IFPI)         | 8× Платиновый    |
| Нидерланды (NVPI)      | 8× Платиновый    |
| Новая Зеландия (RIANZ) | 12× Платиновый   |
| Великобритания (BPI)   | 15× Платиновый   |
| Австралия (ARIA)       | 16× Платиновый   |
| США (RIAA)             | 34× Платиновый   |
| Аргентина (CAPIF)      | Бриллиантовый    |
| Франция (SNEP)         | Бриллиантовый    |
| Мексика (AMPROFON)     | 2× Бриллиантовый |
| Канада (Music Canada)  | 3× Бриллиантовый |

## Награды и номинации
| Год  | Награда                     | Номинированная работа                  | Категория                                                                                          | Результат | Источник        |
| ---- | --------------------------- | -------------------------------------- | -------------------------------------------------------------------------------------------------- | --------- | --------------- |
| 1983 | Billboard Video Awards      | «Beat It»                              | Лучшее мужское исполнение                                                                          | Победа    | [ 69 ]          |
| 1983 | Billboard Video Awards      | «Beat It»                              | Лучший видеоклип                                                                                   | Победа    | [ 69 ]          |
| 1983 | Billboard Video Awards      | «Beat It»                              | Лучшая хореография                                                                                 | Победа    | [ 69 ]          |
| 1983 | Billboard Video Awards      | «Beat It»                              | Лучшее использование видео для продвижения песни                                                   | Победа    | [ 69 ]          |
| 1983 | Billboard Video Awards      | «Beat It»                              | Лучшее использование видео для укрепления имиджа артиста                                           | Победа    | [ 69 ]          |
| 1983 | Black Gold Awards           | Thriller                               | Лучший альбом года                                                                                 | Победа    | [ 69 ]          |
| 1983 | Black Gold Awards           | «Billie Jean»                          | Лучший сингл года                                                                                  | Победа    | [ 69 ]          |
| 1983 | Black Gold Awards           | «Beat It»                              | Лучший видеоклип                                                                                   | Победа    | [ 69 ]          |
| 1984 | American Music Awards       | Thriller                               | Лучший поп/рок альбом                                                                              | Победа    | [ 172 ]         |
| 1984 | American Music Awards       | Thriller                               | Лучший соул/ритм-н-блюз альбом                                                                     | Победа    | [ 172 ]         |
| 1984 | American Music Awards       | «Billie Jean»                          | Лучший поп/рок сингл                                                                               | Победа    | [ 172 ]         |
| 1984 | American Music Awards       | «Billie Jean»                          | Лучшее соул/ритм-н-блюз видео                                                                      | Номинация | [ 172 ]         |
| 1984 | American Music Awards       | «Billie Jean»                          | Лучший соул/ритм-н-блюз сингл                                                                      | Номинация | [ 172 ]         |
| 1984 | American Music Awards       | «Billie Jean»                          | Лучшее поп/рок видео                                                                               | Номинация | [ 172 ]         |
| 1984 | American Music Awards       | «Beat It»                              | Лучшее поп/рок видео                                                                               | Победа    | [ 172 ]         |
| 1984 | American Music Awards       | «Beat It»                              | Лучшее соул/ритм-н-блюз видео                                                                      | Победа    | [ 172 ]         |
| 1984 | Grammy Awards               | Thriller                               | Альбом года                                                                                        | Победа    | [ 173 ] [ 174 ] |
| 1984 | Grammy Awards               | Thriller                               | Лучший мужской поп-вокал                                                                           | Победа    | [ 173 ] [ 174 ] |
| 1984 | Grammy Awards               | Thriller                               | Лучшая работа инженера                                                                             | Победа    | [ 175 ] [ 176 ] |
| 1984 | Grammy Awards               | Thriller                               | Продюсер года                                                                                      | Победа    | [ 173 ] [ 174 ] |
| 1984 | Grammy Awards               | «Beat It»                              | Запись года                                                                                        | Победа    | [ 173 ] [ 174 ] |
| 1984 | Grammy Awards               | «Beat It»                              | Лучший мужской рок-вокал                                                                           | Победа    | [ 173 ] [ 174 ] |
| 1984 | Grammy Awards               | «Beat It»                              | Песня года                                                                                         | Номинация | [ 177 ]         |
| 1984 | Grammy Awards               | «Billie Jean»                          | Песня года                                                                                         | Номинация | [ 177 ]         |
| 1984 | Grammy Awards               | «Billie Jean»                          | Лучший мужской ритм-н-блюз-вокал                                                                   | Победа    | [ 173 ] [ 177 ] |
| 1984 | Grammy Awards               | «Billie Jean»                          | Лучшая ритм-н-блюз песня                                                                           | Победа    | [ 173 ] [ 174 ] |
| 1984 | Grammy Awards               | «Wanna Be Startin' Somethin'»          | Лучшая ритм-н-блюз песня                                                                           | Номинация | [ 173 ] [ 174 ] |
| 1984 | Grammy Awards               | «P.Y.T. (Pretty Young Thing)»          | Лучшая ритм-н-блюз песня                                                                           | Номинация | [ 173 ] [ 174 ] |
| 1984 | Grammy Awards               | «The Girl Is Mine»                     | Лучшая песня дуэта или группы                                                                      | Номинация | [ 177 ]         |
| 1984 | MTV Video Music Awards      | Michael Jackson’s Thriller             | Видео года                                                                                         | Номинация | [ 178 ]         |
| 1984 | MTV Video Music Awards      | Michael Jackson’s Thriller             | Лучшее мужское видео                                                                               | Номинация | [ 178 ]         |
| 1984 | MTV Video Music Awards      | Michael Jackson’s Thriller             | Лучшая концепция                                                                                   | Номинация | [ 178 ]         |
| 1984 | MTV Video Music Awards      | Michael Jackson’s Thriller             | Лучшее представление                                                                               | Победа    | [ 178 ]         |
| 1984 | MTV Video Music Awards      | Michael Jackson’s Thriller             | Лучшая хореография                                                                                 | Победа    | [ 178 ]         |
| 1984 | MTV Video Music Awards      | Michael Jackson’s Thriller             | Выбор зрителей                                                                                     | Победа    | [ 178 ]         |
| 1984 | BRIT Awards                 | Thriller                               | Лучший альбом                                                                                      | Победа    | [ 176 ]         |
| 1984 | People's Choice Awards      | Michael Jackson’s Thriller             | Любимое видео                                                                                      | Победа    | [ 69 ] [ 179 ]  |
| 1984 | Canadian Black Music Awards | «Billie Jean»                          | Лучший международный сингл                                                                         | Победа    | [ 69 ]          |
| 1984 | Canadian Black Music Awards | Thriller                               | Лучший международный альбом                                                                        | Победа    | [ 69 ]          |
| 1984 | Juno Awards                 | «Billie Jean»                          | Международный сингл года                                                                           | Победа    | [ 180 ]         |
| 1984 | NARM Gift of Music Awards   | Thriller                               | Самый продаваемый альбом                                                                           | Победа    | [ 181 ]         |
| 1984 | NARM Gift of Music Awards   | «Billie Jean»                          | Самый продаваемый сингл                                                                            | Победа    | [ 182 ]         |
| 1985 | American Music Awards       | Thriller                               | Лучший поп/рок альбом                                                                              | Номинация | [ 183 ]         |
| 1985 | American Music Awards       | Thriller                               | Лучший соул/ритм-н-блюз альбом                                                                     | Номинация | [ 183 ]         |
| 1985 | Grammy Awards               | «Making of Michael Jackson’s Thriller» | Лучший музыкальный фильм                                                                           | Победа    | [ 177 ]         |
| 1985 | American Music Video Awards | «Making of Michael Jackson’s Thriller» | Лучшее домашнее видео                                                                              | Победа    | [ 184 ]         |
| 1985 | American Music Video Awards | «Making of Michael Jackson’s Thriller» | Лучшее длинное видео                                                                               | Победа    | [ 184 ]         |
| 1985 | NARM Gift of Music Awards   | Thriller                               | Самый продаваемый альбом                                                                           | Номинация | [ 182 ]         |
| 1985 | NARM Gift of Music Awards   | Thriller                               | Самый продаваемый компакт-диск                                                                     | Номинация | [ 182 ]         |
| 1985 | NARM Gift of Music Awards   | Thriller                               | Самый продаваемый альбом артиста (мужчины)                                                         | Номинация | [ 182 ]         |
| 1985 | NARM Gift of Music Awards   | Thriller                               | Самый продаваемый альбом чернокожего артиста (мужчины)                                             | Номинация | [ 182 ]         |
| 1985 | NARM Gift of Music Awards   | «Making of Michael Jackson’s Thriller» | Самое продаваемое домашнее видео                                                                   | Номинация | [ 182 ]         |
| 1989 | MTV’s Rate The 80s          | «Michael Jackson’s Thriller»           | Величайшее видео в мировой истории                                                                 | Победа    | [ 69 ]          |
| 1992 | Billboard Music Awards      | Thriller                               | Специальная награда к десятилетию альбома Thriller                                                 | Победа    | [ 185 ]         |
| 1996 | World Music Awards          | Thriller                               | Самая продаваемая запись в мире                                                                    | Победа    | [ 186 ]         |
| 2002 | Billboard Music Awards      | Thriller                               | Специальная награда за самое долгое пребывание альбома на первой строчке Billboard 200 (37 недель) | Победа    | [ 187 ]         |

## Комментарии
1. ↑  Буклет к альбому Michael Jackson Thriller 25.
2. 1 2 3 4  Jackson, Michael. Thriller Special Edition Audio.
3. 1 2 3 4 5  Nelson George, Буклет Michael Jackson: The Ultimate Collection c. 22-24 Sony BMG, 2004 г.
4. ↑  Буклет к альбому Michael Jackson Thriller. Special Edition.